# Xã Bartlett, Quận Todd, Minnesota
Xã Bartlett (tiếng Anh: Bartlett Township) là một xã thuộc quận Todd, tiểu bang Minnesota, Hoa Kỳ. Năm 2010, dân số của xã này là 445 người.